# 蔻依
蔻依（法語：Chloé）是一家法国时装公司，由加比·阿吉翁于1952年创立，總部設於巴黎。 在1953年，阿吉翁與雅克·勒努瓦正式合作，由勒努瓦管理品牌生意上的事务，而阿吉翁专注Chloé的創意發展。目前品牌歸奢侈品牌控股公司歷峰集團所有，为集团旗下少有的时装品牌。

## 首家高档成衣时装公司
Chloé创立前，当时的高档时装店只制造订做服。尽管这些订造服只有少部份人可负担，但仍很多人却透過找本地女裁缝师制造出质量不良的抄袭本。
Chloé创立者加比·阿吉翁摒弃了50年代流行的拘谨呆板样式，率先以精细的布料缝制出柔软而尽显女性线条美的「高档成衣」（luxury prêt-à-porter）。今天我们所熟识的成衣市场从此而生。
其他的女設计师亦跟随此服饰（首间时装店为Givenchy，1956推出成衣系列 'Givenchy University'）。时至今天，设计师的時裝系列占重要比例。

## 名字 ""
加比·阿吉翁觉得她的名字让人聯想到占卜师，所以她从朋友的名字中借用了 ""， 意思即馨、回荡及女性美的特点。中文译名一般为“蔻依”或“珂洛伊”。

## 历史
Chloé于1952年由加比·阿吉翁创立，她是一位埃及出生的巴黎人。她与合作伙伴雅克·勒努瓦首先发现市场对具半订造服严格条件的時裝需求不断上升。1956年，在她们最喜爱而艺术家云集的发布Chloé的第一个设计系列。此系列由阿吉翁设计，由吕西安·勒隆的第一助理制造。
阿吉翁及勒努瓦更致力于聘用新进而才华扬溢的设计师，他们及后更成立了自己的品牌，包括克里斯丁娜·百利、米谢勒·罗斯尔、马克西姆·德·拉·法莱斯、Graziella Fontana、唐·朱迪塞利（Tan Giudicelli）、Guy Paulin、Carlos Rodriguez。
1971年，首间Chloé精品店于巴黎第七区3 rue de Gribeauval开业。
蔻依于1985年被纳入歷峰集團。
80年代，Chloé与日后成名的设计师合作，包括马丁·斯特本于1988年，及卡爾·拉格斐于1992年。
1997年，史黛拉·麦卡尼为Chloé带来了改革，注入了女性美、浪漫而傲慢的元素。
2001年，由菲比·费洛延续了品牌的奢华细腻传统，并融入了她独特的个人设计风格及性感触感。姬絲汀·登絲、妮妲莉·寶雯、露·杜瓦隆的也成为顾客之一。
2002年，Chloé推出包包、小皮具及鞋履系列。Paddington包包更成为首个代表系列。
2006年，Paulo Melim Andersson带来耳目一新而极具现代感的系列。
2008年，曾在Chloé淡香氛发布项目与品牌紧密合作的Hannah MacGibbon成为创作总监，她的首个系列「2009春夏伸展台系列」于三月推出。

## 产品
Chloé的产品包括時裝、皮具、首饰、皮鞋、太阳眼镜、珠宝及香水等。
创办自2001年的副线品牌See by Chloé的产品包括時裝成衣、皮具、首饰及皮鞋。2022年，副线品牌See by Chloé宣布关停。

## 地点
chloé的产品于多个主要城市（巴黎、伦敦、东京、香港、上海、纽约、杜拜等）及主要休闲区（如摩纳哥）内的精品店发售。产品亦于指定的独立高档精品店及部分机场内的免税店有售。
蔻依总部设于巴黎Percier大道。区域办公室位于纽约、东京、香港、上海及杜拜5个城市。 
截至2013年3月底止，Chloé的專門店總數達179間，包括法國本土的90間分店和海外89間分店。
Chloé所屬的時裝部門2012/13財年營業額達13.44億歐元（約139億港元），按年升13%。

## 因特网
2007年9月，Chloé为首个高档品牌提供iPhone版本的品牌官方网站。2008年，Chloé更于时装展同日在官方网站录播。
与其他时装店一样，Chloé正视伪造品的问题，亦于chloe.com内列出品牌授权的网上零售商。

## 外部連結
- 官方網站 （页面存档备份，存于）